# Víctor Ardisson
Víctor Antoine Ardisson, apodado el vampiro du Muy, fue un necrófilo francés que vivió entre fines del siglo XIX y principios del siglo XX.

## Biografía
Víctor Antoine Ardisson nació el 5 de septiembre de 1872 en Muy en el Var (Provenza-Alpes-Costa Azul). Ardisson cometió un centenar de actos de necrofilia. 

El llamado «vampiro de Muy» violó varios cadáveres, especialmente de mujeres jóvenes. Era sepulturero y empresario de pompas fúnebres. En algunos casos mutiló y decapitó los cuerpos. Incluso conservó, en su mesita de luz, la cabeza momificada de una joven de 13 años, a la que besaba regularmente y llamaba su «novia».
En 1901, al ser arrestado, fue cuidadosamente examinado por parte del dr Alexis Épaulard (1878-1949), uno de los primeros en hablar de «vampiros» en la necrofilia. Épaulard consideró que Ardisson era un «degenerado impulsivo, necrosádico y necrófilo». El diagnóstico de «degeneración» era muy común en esa época.

El famoso doctor austro-húngaro Richard von Krafft-Ebing también estudió su caso. Krafft-Ebing escribió que Ardisson tenía «una carencia de sentido moral».
Ardisson fue condenado a perpetuidad y se lo internó en el asilo de Pierrefeu-du-Var en el departamento de Var, en la Costa Azul francesa, donde falleció.
Es uno de los raros casos de necrofilia que han podido ser estudiados y pasó a la posteridad.